# 오스만 3세
오스만 3세(오스만 튀르크어: عثمان ثالث, 영어: Osman III, 1699년 1월 2일 ~ 1757년 10월 30일)는 오스만 제국의 술탄이자 황제이다. 1699년 무스타파 2세의 아들로 태어났다. 형인 마흐무트 1세가 황위에 오르자 에디르네 공작에 봉해졌다. 오스만 3세는 1754년 마흐무트 1세가 죽어 즉위하였으나 3년 만에 사망하였다. 오스만 3세가 죽은 후 아흐메트 3세의 아들 무스타파 3세가 즉위했다.